# صهيب الزيد
صهيب الزيد (مواليد 12 أغسطس 2004) هو لاعب كرة قدم سعودي يلعب حاليًا في الهلال.

## مسيرة اللاعب
لعب سابقاً في نادي العروبة و انتقل إلى نادي الهلال في عام 2021.